# FC Barnsley
Der FC Barnsley (offiziell: Barnsley Football Club), auch bekannt als The Tykes (Die Köter), ist ein traditionsreicher Fußballverein aus dem nordenglischen Barnsley. Der Club trägt seine Heimspiele im 23.287 Zuschauer fassenden Oakwell Stadium aus.

## Geschichte
Der FC Barnsley wurde 1887 als Barnsley St. Peter’s gegründet und erhielt 1897 seinen heutigen Namen Barnsley Football Club. Die erfolgreichste Zeit hatte der Club Anfang des 20. Jahrhunderts, als man zwei Mal das Finale des englischen FA Cup erreichte. Nachdem das Finale 1910 noch im Wiederholungsspiel am 28. April gegen Newcastle United mit 0:2 verloren wurde (erstes Spiel: 1:1), gelang am 24. April 1912 der Gewinn des Cups durch einen Sieg über West Bromwich Albion (1:0 nach Verlängerung im Wiederholungsspiel, 1. Spiel: 0:0). In der Folgezeit pendelte der FC Barnsley zwischen der zweit- und vierthöchsten englischen Spielklasse. Am 15. Februar 1936 hatte der Klub im FA-Cup-Spiel gegen Stoke City mit 40.255 Besuchern seinen bis heute höchsten Zuschauerzuspruch.
Die erfolgreichste Zeit in Barnsleys jüngster Geschichte begann in der Saison 1980/81 mit dem Aufstieg in die damals zweitklassige Second Division und wurde durch den erstmaligen Aufstieg in die höchste Spielklasse, die Premier League, im Jahr 1997 gekrönt. Dort konnte man sogar den FC Liverpool in dessen Anfield-Stadion besiegen. Der FC Barnsley konnte die Klasse jedoch nicht halten und der Abstieg erfolgte nach nur einem Jahr. Nach dem missglückten Wiederaufstieg in der Saison 1999/2000, als man in den Play-offs scheiterte, begann aufgrund finanzieller Schwierigkeiten der langsame Abstieg des Vereins zurück in die Drittklassigkeit. 2006 gelang dem Klub durch ein 4:3 im Elfmeterschießen des Play-off-Finales gegen das zwei Jahre später nachrückende Swansea City dennoch die Rückkehr in die nun Football League Championship genannte zweithöchste Spielklasse.
In der Saison 2007/08 erreichte der FC Barnsley nach überraschenden Siegen gegen den FC Liverpool im Achtelfinale und den FC Chelsea im Viertelfinale sogar das Halbfinale des FA Cups, scheiterte jedoch in diesem gegen Cardiff City.
Konnte am Ende der Saison 2012/13 der Abstieg mit dem 21. Platz gerade noch vermieden werden, stieg Barnsley 2014 als Vorletzter aus der Football League Championship in die drittklassige EFL League One ab. 2016 gelang die Rückkehr in Liga 2 durch Siege in den Play-offs gegen den FC Walsall und Millwall. 2022 stieg der Club aus South Yorkshire wieder ab.

## Erfolge
- FA-Cup-Sieger 1912
- FA-Cup-Finalist 1910
- Football League Championship: 2. Platz und Aufstieg 1996–97
- Football-League-One-Meister 1933–34, 1938–39, 1954–55
- Football-League-Trophy-Sieger: 2016

## Ligazugehörigkeit
- 1890–1895: Sheffield & District League
- 1895–1898: Midland League
- 1898–1932: Football League Second Division
- 1932–1934: Football League Third Division
- 1934–1938: Football League Second Division
- 1938–1939: Football League Third Division
- 1946–1953: Football League Second Division
- 1953–1955: Football League Third Division
- 1955–1959: Football League Second Division
- 1959–1965: Football League Third Division
- 1965–1968: Football League Fourth Division
- 1968–1972: Football League Third Division
- 1972–1979: Football League Fourth Division
- 1979–1981: Football League Third Division
- 1981–1992: Football League Second Division
- 1992–1997: Football League First Division
- 1997–1998: Premier League
- 1998–2002: Football League First Division
- 2002–2004: Football League Second Division
- 2004–2006: EFL League One
- 2006–2014 Football League Championship
- 2014–2016 EFL League One
- 2016–2018: Football League Championship
- 2018–2019: EFL League One
- 2019–2022: Football League Championship
- seit 2022: EFL League One

## Rekorde
- Höchster Sieg in der Liga: 9:0
  - gegen Loughborough, 28. Januar 1899
  - gegen Accrington Stanley, 3. Februar 1934
- Höchster Cupsieg: 6:0 gegen Blackpool, erste Runde FA Cup, 20. Januar 1910
- Höchste Niederlage (Liga): 0:9 vs Notts County, 19. Januar 1927
- Rekordspieler: Barry Murphy, 569 Einsätze
- Rekordtorjäger: Ernie Hine, 131 Tore
- Zuseherrekord: 40.255 gegen Stoke City, FA Cup, 15. Februar 1936
- Jüngster eingesetzter Spieler: Reuben Noble-Lazarus, 15 Jahre und 45 Tage

Der Verein hält den Rekord für die meisten Zweitligamatches in England.

## Bekannte ehemalige Spieler
- Viv Anderson
- Wilf Bartrop
- Michael Chopra
- Jan Åge Fjørtoft
- Stephen McPhail
- Michael Mifsud
- Jan Mølby
- Heinz Müller
- Jason Shackell
- Luke Steele
- John Stones
- Tommy Taylor
- Ethan Pinnock

## Liste der Trainer
- Arthur Fairclough (1898–1901)
- John McCartney (1901–1904)
- Arthur Fairclough (1904–1912)
- John Hastie (1912–1914)
- Percy Lewis (1914–1919)
- Peter Saint (1919–1926)
- John Cummins (1926–1929)
- Arthur Fairclough (1929–1930)
- Brough Fletcher (1930–1937)
- Angus Seed (1937–1953)
- Tim Ward (1953–1960)
- Johnny Steele (1960–1971)
- John McSeveney (1971–1972)
- Johnny Steele (1972–1973)
- Jim Iley (1973–1978)
- Allan Clarke (1978–1980)
- Norman Hunter (1980–1984)
- Bobby Collins (1984–1985)
- Allan Clarke (1985–1989)
- Mel Machin (1989–1993)
- Viv Anderson (1993–1994)
- Danny Wilson (1994–1998)
- John Hendrie (1998–1999)
- Dave Bassett (1999–2000)
- Nigel Spackman (2000–2002)
- Steve Parkin (2002–2003)
- Glyn Hodges (2003)
- Guðjón Þórðarson (2003–2004)
- Paul Hart (2004–2005)
- Andy Ritchie (2005–2006)
- Simon Davey (2006–2009)
- Mark Robins (2009–2011)
- Keith Hill (2011–2013)
- David Flitcroft (2013)
- Danny Wilson (2013–2015)
- Lee Johnson (2015–2016)
- Paul Heckingbottom (2016–2018)
- José Morais (2018)
- Daniel Stendel (2018–2019)
- Gerhard Struber (2019–2020)
- Valérien Ismaël (2020–2021)
- Markus Schopp (2021)
- Poya Asbaghi (2021–2022)
- Michael Duff (2022–2023)
- Neill Collins (2023–2024)
- Darrell Clarke (2024–2025)
- Conor Hourihane (seit 2025)